# 蒂爾頓 (新罕布什爾州)
蒂爾頓（英語：Tilton）是一個位於美國新罕布什爾州貝爾納普縣的鎮。

## 人口
根據2020年美國人口普查的數據，蒂爾頓的面積為30.93平方千米，當中陸地面積為28.87平方千米，而水域面積為2.06平方千米。當地共有人口3962人，而人口密度為每平方千米128人。